# Troncosoa seriphioides
Troncosoa es un género monotípico de plantas con flor perteneciente a la familia Verbenaceae. Su única especie es Troncosoa seriphioides, conocida comúnmente como alagarto, tomillo, tomillo de la sierra, tomillo del campo, tomillo falso, tomillo macho o tomillo silvestre. Es originaria de Argentina. 

## Distribución y hábitat
El área de distribución nativa de esta especie se extiende en Argentina. Crece principalmente en el bioma subtropical.

## Taxonomía
El género fue descrito por Nataly O'Leary y Pablo Moroni y publicado en Novon 31: 100–101, en 2023.
La única especie fue descrita inicialmente como Lippia seriphioides por Asa Gray y publicada en Proceedings of the American Academy of Arts and Sciences 6: 49–50, en 1862, hoy en día es tanto un sinónimo como el basónimo de esta. Más adelante, sería transferida al género Acantholippia por Harold Norman Moldenke en Lilloa 5: 370, en 1940, nombre científico que también es un sinónimo actualmente; y ulteriormente sería transferida al género Troncosoa por Nataly O'Leary y Pablo Moroni en Novon 31: 101, en 2023.

#### Etimología
Troncosoa: nombre genérico otorgado en honor de la botánica argentina Nélida Sara Troncoso (1914 – 1988).
seriphioides: epíteto que combina el nombre del género Seriphium y el sufijo griego οιδες (-oides); "semejanza"; propiamente "semejante a Seriphium", refiriéndose a la similitud en la apariencia de la planta con las especies de susodicho género.